# Antykodon

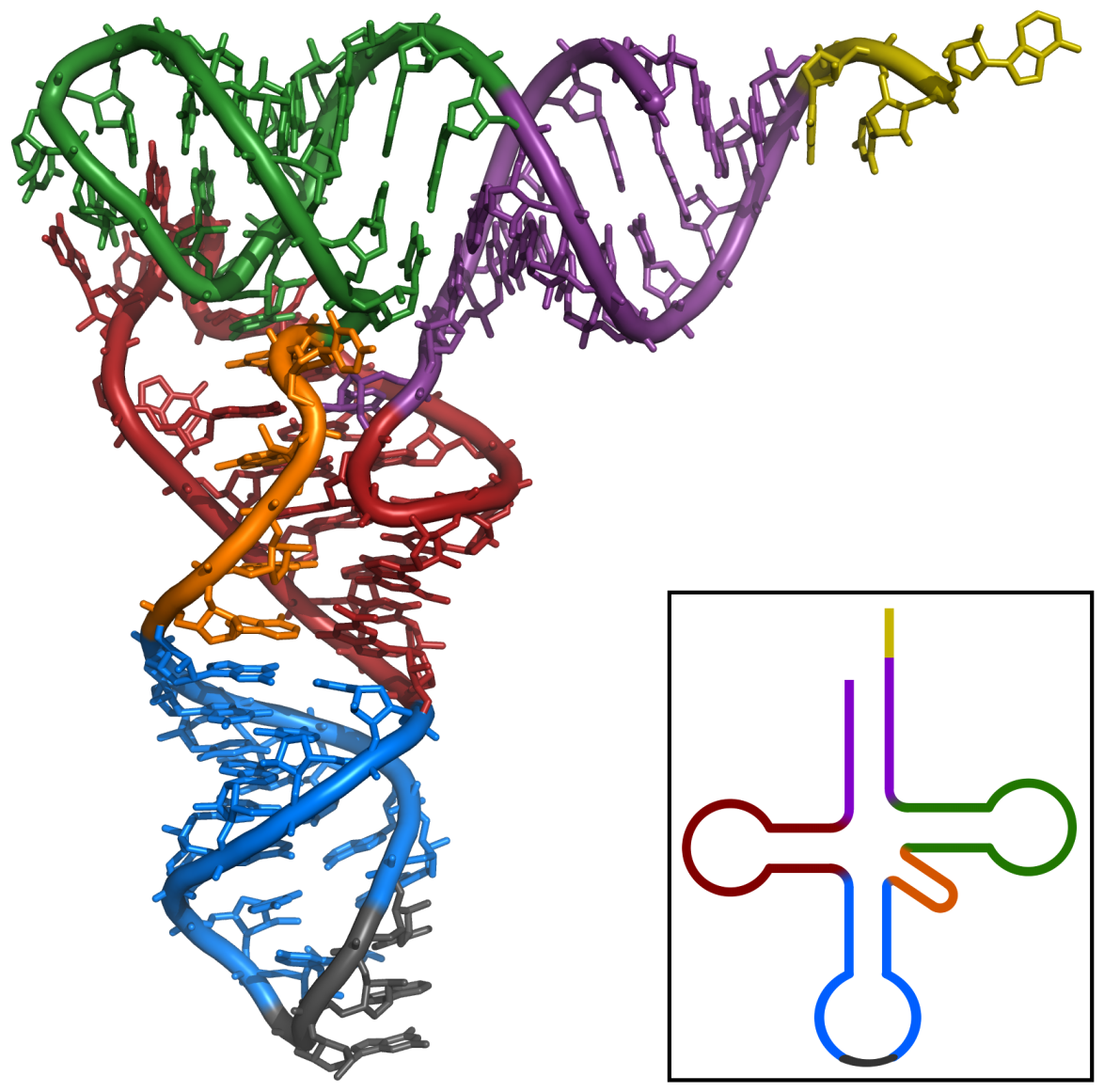
Schemat tRNA (antykodon zaznaczono na szaro)

Antykodon – sekwencja trzech kolejnych nukleotydów, występujących w pozycji 34–36, w cząsteczce tRNA, których zasady są komplementarne do zasad kodonu danego aminokwasu na mRNA. Bierze udział w translacji, zachodzącej na rybosomach, podczas której przyłącza się do komplementarnej trójki zasad w mRNA (zgodnie z kodem genetycznym) wraz ze znajdującym się na przeciwnym końcu cząsteczki tRNA aminokwasem.